# Nancy Eaton
Nancy Alice Edward Eaton (28 de mayo de 1962 - 21 de enero de 1985) fue una heredera canadiense, tataranieta de Timothy Eaton (1837-1907), fundador de los conocidos grandes almacenes Eaton's. Fue la única hija de Edward Eaton y Nancy Leigh Gossage Eaton de Toronto.

## Asesinato
El 21 de enero de 1985, Eaton fue apuñalada veintiún veces y luego violada en su apartamento en Toronto. Un conocido de Eaton's, Andrew Leyshon-Hughes, que era miembro de la también prominente familia Osler, admitió haberla asesinado, pero fue declarado no culpable por razón de locura. Fue ingresado en un hospital psiquiátrico, donde permaneció hasta que fue dado de alta en 2005.

## En cultura popular
En 2003, la película para televisión The Death and Life of Nancy Eaton fue estrenada. La película está basada en el libro A Question of Guilt, de William Scoular.